# Herman Vanspringel
Herman Vanspringel (Ranst, 14 augustus 1943 – Bouwel, 25 augustus 2022) was een Belgisch beroepswielrenner van 1965 tot 1981. Zijn bijnaam was Monsieur Bordeaux-Paris.

## Leven
Herman Vanspringel groeide op in Oevel, waar zijn ouders een boerderij hadden. Hij was de achtste van tien kinderen. Later verhuisde de familie naar Grobbendonk, waar hij tot zijn veertiende jaar naar school ging. Pas later kreeg hij interesse voor wielrennen: hij kreeg een koersfiets en won er al snel enkele kleine, plaatselijke wedstrijden mee. Toen startte zijn carrière als wielrenner.
Na zijn carrière werd hij verkoper. Hij bleef deze job uitvoeren tot hij op 65 jaar met pensioen ging.
Herman Vanspringel had drie dochters en had ook een zoon die op 18-jarige leeftijd overleed.
Driemaal per week ging hij nog fietsen op de Netedijk tussen Bouwel en Duffel. Regelmatig fietste hij ook nog met Eddy Merckx.
Hij overleed thuis op 79-jarige leeftijd na een slepende ziekte.

## Carrière
Hij werd vooral populair door wedstrijden die hij bijna won. In de Ronde van Frankrijk van 1968 leek op de laatste dag de tijdritspecialist uit de Belgische Kempen met een voorsprong van zestien seconden op Jan Janssen bijna zeker van zijn zaak. Maar dat pakte heel anders uit. Herman Vanspringel blokkeerde in de slotfase, terwijl Janssen juist toen pas goed op stoom kwam. Het kostte Vanspringel de eindzege: hij kwam 38 seconden tekort voor de Tourzege. Hij werd ook nog eens tweede in de Ronde van Italië (1971) en derde in de Ronde van Spanje 1970. Hij pakte ook twee keer naast de zege in Paris-Roubaix. Bij het Wereldkampioenschap van 1968 stuitte hij op de Italiaan Vittorio Adorni en moest hij genoegen nemen met de zilveren medaille.
In 1971 had Vanspringel een contract getekend bij de Molteniploeg van Eddy Merckx. De Kempenaar werd dus een superknecht voor Merckx en mocht slechts af en toe voor zijn eigen kansen rijden. In 1972 werd de meesterknecht op het allerlaatste moment uit de Tourploeg geschrapt, omdat hij voor het volgende jaar al een overeenkomst had getekend met Rokado. In de periode na de Tour mocht hij geen grote wedstrijden meer rijden en kwam hij als enige van zijn ploeg aan de start in Zottegem: toch wist hij de overwinning te behalen.
Ondertussen had hij wel de bijnaam “Monsieur Bordeaux-Paris” gekregen. Met zeven overwinningen in 1970, 1974, 1975, 1977, 1978, 1980 en 1981 is Herman Vanspringel de recordman in de monsterrit Bordeaux-Parijs. Rond 2 uur met slaperige ogen was het verzamelen geblazen in het duister van Bordeaux. Vanaf Poitiers fietsten de renners 560 km achter de derny naar Parijs. Vanspringel won al zijn wedstrijden met dezelfde gangmaker, Gaston Dewachter. In 1974 deelde hij met de Fransman Régis Délépine de eerste prijs na de verkeerde weg te zijn opgestuurd. Zijn laatste overwinning, op bijna 38-jarige leeftijd, behaalde hij in een record van 13 uur 35 minuten 18 seconden of 47,2 km per uur over de afstand van 584,5 km.

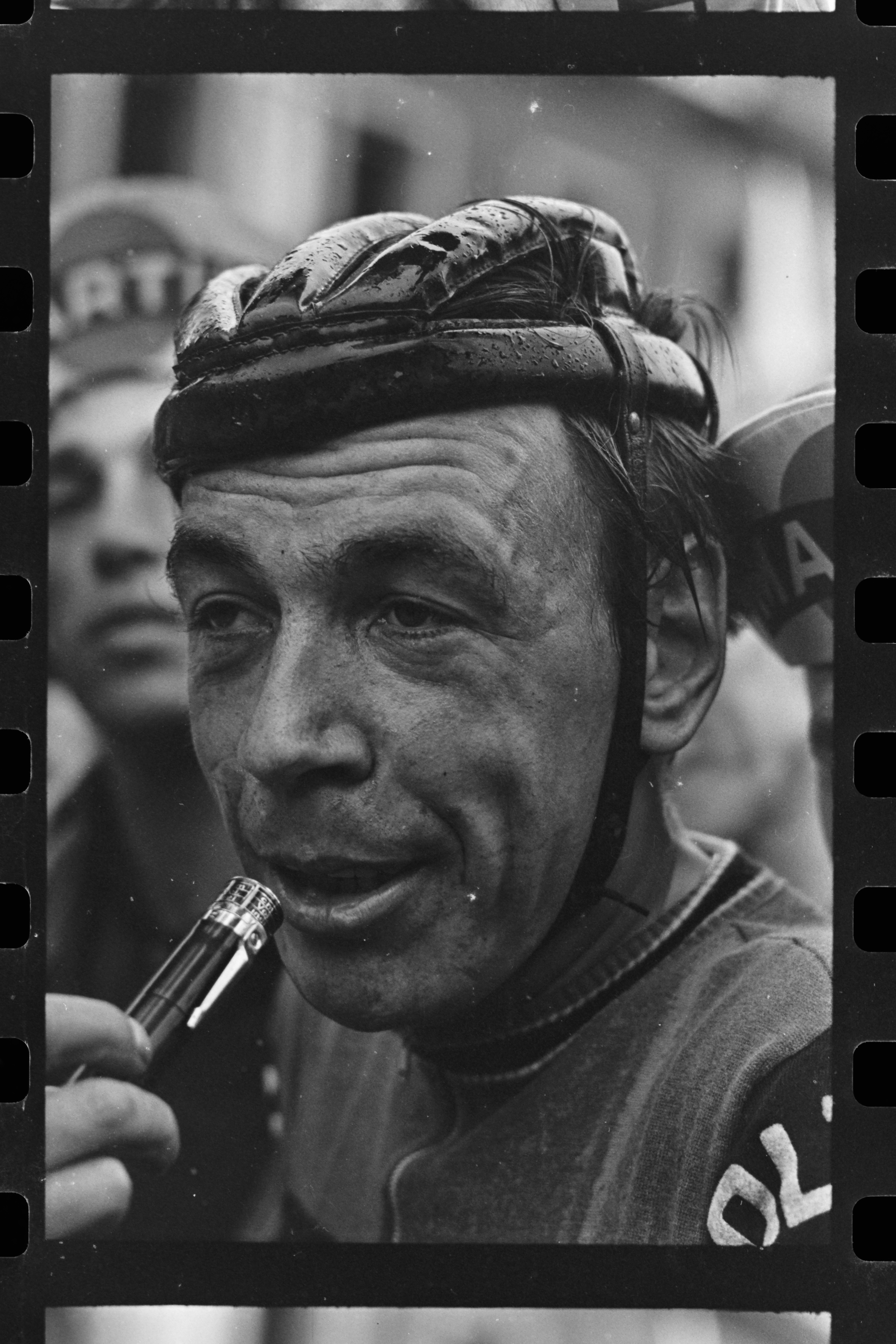
Herman Vanspringel wordt in Meulebeke geïnterviewd na zijn deelname aan Omloop Mandel-Leie-Schelde in 1971 (collectie KOERS. Museum van de Wielersport).

Hij won vijf tourritten en in 1973 pakte hij (als niet-sprinter) toch de groene trui van het puntenklassement. Op zijn indrukwekkende erelijst staan veel grote eendagskoersen. Zo won hij Gent-Wevelgem (1966), de Ronde van Lombardije (1968), de Omloop Het Volk (1968), Parijs-Tours (1969), de Grote Landenprijs (1969, 1970), de Trofeo Baracchi (1969), de Brabantse Pijl (1970, 1974), het Kampioenschap van Zürich (1971), het Belgisch kampioenschap (1971) en de E3-Prijs (1974). In de grote ronden behaalde hij ritzeges en ereplaatsen. Zo werd hij in 1970 in de Vuelta derde en in 1971 in de Giro tweede. In de zeventien jaar dat Herman Vanspringel beroepsrenner was, won hij in totaal 136 wegwedstrijden.

## Erelijst
| 1965: - 1e Baasrode, Beringen 1966: - 1e Gent-Wevelgem - 1e Brussel-Ingooigem - 1e in 2e et. Criterium du Dauphiné Libéré - 1e in Flèche Hesbignonne Cras Avernas - 1e in Hoeilaart - 1e in Sint-Amands - 1e in Ronse - 1e in Leuven - 3e in Milaan-San Remo 1967: - 1e in Aalter - 1e in Bellegem - 1e in Booischot - 1e in Flèche Hesbignonne Cras Avernas - 1e in 2e etappe B Ronde van België - 1e in 6e etappe Ronde van Frankrijk - 1e in 5e etappe B Ronde van Frankrijk - 2e in Bordeaux-Parijs 1968: - 1e in Bellegem - 1e in Heultje - 1e in Itegem - 1e in Londerzeel, criterium - 1e in Ninove - 1e in Omloop van Midden-België - 2e in Parijs-Roubaix - 1e in 1e etappe Ronde van België - 1e in 13e etappe Ronde van Frankrijk - 1e in 3e et. deel A Ronde van Frankrijk - 1e in 1e etappe Ronde van Zwitserland - 1e in Trèfle à Quatre Feuilles - 1e in Zandhoven - 1e in Omloop Het Volk - 3e in Rund um den Henninger-Turm - 2e in Ronde van Frankrijk - 2e in WK op de weg, Imola - 2e in GP des Nations - 1e in Ronde van Lombardije - 1e in Super Prestige Pernod-trofee 1969: - 1e in Dwars door Lausanne - 1e in Berlaar - 1e in Malderen - 1e in Namen - 1e in Omloop van Midden-België - 1e in Parijs-Tours - 1e in Proloog Vierdaagse van Duinkerke - 1e in 2e etappe deel b Ronde van België - 1e in Strombeek-Bever - 1e in 10e etappe Ronde van Frankrijk - 1e in 21e etappe Ronde van Frankrijk - 1e in 4e etappe Ronde van Zwitserland - 1e in 7e etappe Ronde van Zwitserland - 1e in 9e etappe Ronde van Zwitserland - 1e in Trofeo Baracchi - 3e in Rund um den Henninger-Turm - 1e in Baden-Baden (met Roger De Vlaeminck) - 2e in Ronde van Lombardije - 1e in GP des Nations | 1970: - 1e in Auxerre - 1e in Beire-le-Châtel - 1e in Brabantse Pijl - 1e in Heist-op-den-Berg - 1e in Lokeren criterium - 1e in Mende - 2e in Nationaal kampioenschap op de weg - 1e in Omloop Schelde-Durme - 1e in Omloop van het Zuidwesten - 1e in 2e etappe Ronde van België - 1e in Schaal Sels - 1e in Sint-Joost-ten-Node - 1e in Soumagne - 3e in Eindklassement Ronde van Spanje - 1e in Bordeaux-Parijs - 1e in GP des Nations 1971: - 1e in Antwerpen criterium - 1e in Brussel - Meulebeke - 2e in Eindklassement Ronde van Italië - 1e in GP Union (Dortmund) - 1e in Maaslandse Pijl - 1e in Kampioenschap van Zürich - 1e in Nationaal kampioenschap op de weg - 1e in Nokere Koerse - 2e in Parijs-Roubaix - 1e in 3e etappe Ronde van België - 1e in 16e et. deel B Ronde van Frankrijk - 1e in Proloog Ronde van Frankrijk - 1e in Rijmenam - 1e in Baden-Baden (met Eddy Merckx) 1972: - 1e in Berlaar - 2e in Brabantse Pijl - 1e in Brussel - Bever - 1e in Diest - 1e in Duffel - 1e in Grobbendonk - 1e in Hombeek - 1e in Kessel - Lier - 3e in Luik-Bastenaken-Luik - 1e in Melsele - 3e in Nandrin - 1e in Noorderwijk - 1e in Wezembeek-Oppem - 1e in Zottegem - Dr Tistaertprijs 1973: - 3e in Brabantse Pijl - 1e in Proloog Ronde van België - 1e in Sint-Niklaas criterium - 1e in Puntenklassement Ronde van Frankrijk - 1e in 3e etappe Ronde van Zwitserland - 1e in 7e etappe Ronde van Catalonië - 1e in 4e etappe deel B Parijs-Nice - 3e in Amstel Gold Race | 1974: - 1e in Brabantse Pijl - 1e in Boucles de l'Aulne - 1e in Dongen - 1e in E3 Prijs Vlaanderen - 1e in Heesch - 1e in Herne - 1e in Omloop Hageland-Zuiderkempen - 1e in Putte-Mechelen - 1e in Sint-Niklaas criterium - 1e in Bordeaux-Parijs 1975: - 1e in GP Briek Schotte - 1e in Omloop van Oost-Vlaanderen - 1e in Oostrozebeke - 1e in Bordeaux-Parijs 1976: - 1e in GP van Wallonië - 1e in Nationale Sluitingsprijs - 2e in Bordeaux-Parijs 1977: - 1e in Aalter - 1e in Herselt - 1e in Vrasene - 1e in 5e etappe B Parijs-Nice - 1e in 2e etappe Driedaagse van De Panne - 1e in Bordeaux-Parijs - 1e in Ronse 1978: - 1e in Boom - 2e in Brabantse Pijl - 1e in Emmen - 1e in GP Fina - Fayt-le-Franc - 1e in Lichtervelde - 1e in Ossendrecht - 1e in Serenac - 1e in Bordeaux-Parijs 1979: - 1e in Herk-de-Stad - 1e in Kamerik - 1e in Omloop Hageland-Zuiderkempen - 1e in Peer Criterium - 1e in 4e etappe Ronde van België 1980: - 1e in Critérium Martini - 1e in Dilsen - 1e in Houtem - 1e in Knokke - 1e in Nussbaumen - 1e in Zomergem - 1e in Bordeaux-Parijs 1981: - 1e in Bertrange - 1e in Boom - 1e in Geleen - 1e in Keiem - 1e in Laarne - 1e in Neufchâteau - 1e in Retie - 1e in Tongerlo - 1e in Bordeaux-Parijs |

1965
- Grote Landenprijs

1966
- Gent-Wevelgem
- Brussel-Ingooigem
- 2a etappe Dauphine Libere
- G.P Jef Scherens

1967
- 6e etappe Ronde van Frankrijk

1968
- Ronde van Lombardije
- Omloop Het Volk
- 13e etappe Ronde van Frankrijk
- 1e etappe Ronde van België
- Omloop van Midden België
- 1e etappe Ronde van Zwitserland

1969
- Parijs-Tours
- 1a etappe Vierdaagse van Duinkerken
- 3b etappe Ronde van Zwitserland
- 6e etappe Ronde van Zwitserland
- 9e etappe Ronde van Zwitserland
- Omloop van Midden-België
- 10e etappe Ronde van Frankrijk
- 21e etappe Ronde van Frankrijk
- G.P Baden
- Grand Prix des Nations
- Trofeo Baracchi

1970
- Bordeaux-Parijs
- Brabantse Pijl
- Omloop Schelde-Durme
- Schaal Sels
- Omloop van het Zuidwesten
- 2e etappe Ronde van België
- G.P des Nations

1971
- Kampioenschap van Zürich
- Belgisch kampioen op de weg, Elite.
- G.P Union Dortmund
- Nokere Koerse
- 3e etappe Ronde van België
- Brussel-Meulebeke
- proloog Ronde van Frankrijk
- 16b etappe Ronde van Frankrijk
- G.P Baden

1972
- Brussel-Bever
- Wezembeek-Oppem
- G.P Zottegem

1973
- 3e etappe Ronde van Zwitserland
- 7e etappe Ronde van Katalonie
- 4b etappe Parijs-Nice

1974
- Bordeaux-Parijs
- Brabantse Pijl
- E3 Prijs Vlaanderen
- Circuit de L'Aulne
- Omloop Hageland-Zuidekempen

1975
- Bordeaux-Parijs
- Omloop van Oost-Vlaanderen
- G.P Briek Schotte

1976
- G.P Wallonie
- Nationale Sluitingsprijs

1977
- Bordeaux-Parijs
- 5b etappe Parijs-Nice
- 2e etappe Driedaagse van de Panne

1978
- Bordeaux-Parijs
- G.P Fina
- Omloop van het Houtland

1979
- 4a etappe Ronde van België
- Omloop Hageland-Zuiderkempen

1980
- Bordeaux-Parijs

1981
- Bordeaux-Parijs

## Resultaten in voornaamste wedstrijden
| Jaar | Ronde van Italië | Ronde van Frankrijk | Ronde van Spanje |
| ---- | ---------------- | ------------------- | ---------------- |
| 1966 |                  | 6e                  |                  |
| 1967 |                  | 24e (1)             |                  |
| 1968 |                  | ↑ (1)               |                  |
| 1969 |                  | 18e (2)             |                  |
| 1970 |                  | opgave              | ↑                |
| 1971 | ↑                | 14e (1)             |                  |
| 1972 |                  |                     |                  |
| 1973 |                  | 6e                  | 11e              |
| 1974 |                  | 10e                 |                  |
| 1975 |                  | 31e                 |                  |
| 1976 |                  | uitgesloten         | 29e              |
| 1977 |                  |                     |                  |
| 1978 |                  |                     |                  |
| 1979 |                  |                     |                  |
| 1980 |                  |                     |                  |
| 1981 |                  |                     |                  |

| Jaar | Milaan-San Remo | Gent-Wevelgem | Ronde van Vlaanderen | Parijs-Roubaix | Amstel Gold Race | Luik-Bast.‑Luik | Ronde van Lombardije | Waalse Pijl | Parijs-Tours | Bordeaux-Parijs |  | WK op de weg |  | Wereldranglijsten |
| ---- | --------------- | ------------- | -------------------- | -------------- | ---------------- | --------------- | -------------------- | ----------- | ------------ | --------------- |  | ------------ |  | ----------------- |
| 1966 | ↑               | Goud          |                      |                |                  |                 | 15e                  |             | 29e          |                 |  | opgave       |  | 15e (SPP)         |
| 1967 | 26e             | 5e            | 8e                   | 18e            |                  | 8e              |                      | 18e         | 93e          | Zilver          |  |              |  |                   |
| 1968 |                 | 7e            | 70e                  | ↑              |                  | 5e              | ↑                    | 8e          | 67e          |                 |  | ↑            |  | (SPP)             |
| 1969 | 44e             | 37e           |                      |                |                  | 9e              | ↑                    | 8e          | Goud         |                 |  | 23e          |  | (SPP)             |
| 1970 | 92e             |               | 24e                  |                |                  | 6e              | 5e                   |             |              | Goud            |  |              |  | (SPP)             |
| 1971 |                 | 55e           | 54e                  | ↑              | 5e               |                 | 12e                  | 6e          | 45e          |                 |  |              |  | 7e (SPP)          |
| 1972 |                 | 13e           | 9e                   | 19e            |                  | ↑               |                      | 13e         | 105e         |                 |  |              |  |                   |
| 1973 | 57e             |               | 8e                   | 8e             | ↑                | 11e             | ↑                    | 10e         | 8e           |                 |  | 8e           |  | 11e (SPP)         |
| 1974 | 26e             | 15e           | 19e                  | 8e             | 10e              |                 | 16e                  | 7e          |              | Goud            |  | 6e           |  | 14e (SPP)         |
| 1975 |                 |               |                      | 25e            |                  | 17e             |                      | 22e         | 28e          | Goud            |  |              |  | 17e (SPP)         |
| 1976 |                 |               | 29e                  |                |                  | 9e              |                      | 6e          |              | Zilver          |  |              |  | 29e (SPP)         |
| 1977 | 49e             | 37e           |                      | 9e             | 12e              | 12e             |                      | ↑           |              | Goud            |  |              |  | 16e (SPP)         |
| 1978 | 26e             |               | 6e                   | 8e             |                  | 5e              |                      | 15e         |              | Goud            |  | 8e           |  | 14e (SPP)         |
| 1979 | 26e             | 24e           |                      |                |                  | 9e              |                      | 11e         |              | Brons           |  | opgave       |  | 38e (SPP)         |
| 1980 |                 | 41e           |                      | 13e            |                  | 7e              |                      | 12e         |              | Goud            |  | opgave       |  | 19e (SPP)         |
| 1981 |                 |               |                      |                |                  |                 |                      | 16e         |              | Goud            |  | opgave       |  |                   |

## Erkenning
In 2011 schreef Mark Uytterhoeven een boek over Vanspringel: Herman Vanspringel 68.